# اشترن
اِشترن یا دِر اِشترن (به آلمانی: Stern) (به معنای ستاره) هفته‌نامه‌ای در کشور آلمان است که هر پنج‌شنبه در سراسر آلمان و برخی از کشورهای آلمانی‌زبان منتشر می‌شود. دفتر اصلی این نشریه در شهر هامبورگ واقع شده‌است و توسط گروه رسانه‌ای برتلزمان تهیه و توزیع می‌گردد. نشریه اشترن در سال ۱۹۴۸ سه سال پس از شکست آلمان در جنگ جهانی دوم توسط هنری نانن ابتدا در شهر هانوفر پایه‌گذاری شد و از سال ۲۰۱۴ میلادی مدیرمسئول این نشریه آندرآس پتزولد و با سردبیری کریستین کروگ اداره می‌گردد.

## موضوعات
اِشترن در مقالاتی به سبک خبرنگاری کلاسیک بیشتر به مسائل سیاسی و جامعه‌شناسی می‌پردازد، همچنین عکاسی و پرتره خبری یکی از موارد مورد توجه این نشریه است. همچنین در سال‌های اخیر این نشریه به موضوعات خبری نیز پرداخته‌است. از جمله مطالبی که اشترن در حال حاضر به آنها می‌پردازد می‌توان به سیاست، اقتصاد، آلمان و جامعه، فرهنگ، مد، سفر، دانش و علم اشاره کرد.

## ریزش مخاطبان
در سال‌های اخیر این نشریه با مجلات اشپیگل و مجله فوکوس رقابت تنگاتنگی داشته‌است. هر چند فروش نسخه‌های کاغذی این نشریه از سال ۱۹۹۸ تا سال ۲۰۱۶ حدود ۴۶ درصد کاهش داشته‌است و در حال حاضر به عدد ۵۹۰٫۶۳۴ نسخه فروش هفتگی رسیده‌است، این رقم در سال ۱۹۹۸ بالغ بر ۱۱۲۵۰۰۰ هزار نسخه بوده‌است اما با این حال این نشریه همچنان سهمی ۳۱٬۴ درصدی از کل آمار مشترکین نشریه‌ها در آلمان را داراست.

## خانواده و زیرمجموعه‌های فرهنگی اشترن
- اِشترن عکاسی (از سال ۱۹۹۶ میلادی)
- اِشترن زندگی سالم (از سال ۲۰۰۳ میلادی)
- مجله نئون (از سال ۲۰۰۳ میلادی)
- مجله وی‌یو (از سال ۲۰۰۵ میلادی)
- مجله نی‌دو (از سال ۲۰۰۹ میلادی)

## اِشترن آنلاین
از سال ۱۹۹۵ میلادی وبسایت این مجله آغاز به کار کرده‌است. در حال حاضر خود وبسایت اشترن تولید کنندهٔ چند مجلهٔ دیگر اینترنتی نظیر اشترن شورت‌لیست و اوگن زویگه است.

## برنامه‌های تلویزیونی
از سال ۱۹۹۰ میلادی تا کنون تلویزیون خصوصی اِر تِ اِل آلمان مجله خبری تصویری‌ای به نام اِشترن تی‌وی که توسط این نشریه تولید می‌گردد را پخش می‌کند.